# Ханські фракції
Ханські фракції (яп. 藩閥, はんばつ, ханбацу) — політичні групи в Японії періоду Мейдзі, члени яких походили з колишніх ханів Південно-Західної Японії і монопольно займали посади в уряді та збройних силах країни.

## Короткі відомості
Термін «ханські фракції» виник у японській пресі як негативний ярлик для позначення урядовців з Південно-Західної Японії. Їх засилля у цивільних і силових відомствах відчувалося з другої половини XIX століття. Цих монополізаторів державної влади поділяли на такі групи:
- Фракція Тьосю або Тьосюська фракція (長州閥) — група урядовців з колишнього Тьосю-хану, новоствореної префектури Ямаґуті.

- Фракція Сацуми або Сацумська фракція (薩摩閥) — група урядовців з колишнього Сацума-хану, новоствореної префектури Каґосіма.

- Фракція Тоса або Тосська фракція (土佐閥) — група урядовців з колишнього Тоса-хану, новоствореної префектури Коті.

- Фракція Хідзену або Хідзенівська фракція (肥前閥) — група урядовців з колишнього Хідзен-хану, новоствореної префектури Саґа.

Найчисельнішими з фракцій були перші дві. Фракції Тоса і Хідзену мали мало членів. Під час антиурядового Сацумського повстання Сайґо Такаморі 1877 року, фракція Сацуми втратила силу і Японію фактично керували вихідці з фракції Тьосю, такі як Іто Хіробумі та Ямаґата Арітомо.
Ханські фракції виступали опозицією парламентаристським та абсолютистсько-монархічній політичним силам. Вони були об'єктом критики Руху за свободу і народні права 1874–1890, який ратував за скликання всеяпонського Парламенту, та політичних сил епохи «демократії Тайсьо», що висували лозунг «Бий фракціоністів, підтримуй Конституцію!» (閥族打破・憲政擁護). Незважаючи на громадський супротив, кожна з фракцій мала налагоджену сітку зв'язків між своїми членами в уряді та силових структурах, що забезпечувало їх життєдіяльність.
У 1920-х роках засилля фракціоністів в урядових структурах було подолано. Це деактивізувало політичні партії, що дало змогу чиновникам і військовим поступово зосередити важелі влади у своїх руках.